# Окровавленная бабочка
«Окровавленная бабочка» (итал. Una farfalla con le ali insanguinate) — итальянский фильм 1971 года, снятый Дуччо Тессари, по роману Эдгара Уоллеса «Тайна чёрной розы» — под этим названием фильм шёл в ряде стран, включая ФРГ. В главных ролях Хельмут Бергер и Ида Галли.

## Сюжет
Привлекательная студентка колледжа (Кэрол Андре) была зарезана в парке во время ливня, как подозреваемого в убийстве полиция арестовала телеведущего спортивных передач Алессандро Марчи (Джанкарло Сбраджа). Адвокат Марчи представляет сильную защиту и нового свидетеля защиты, молодого пианиста Джорджо (Хельмут Бергер), но жена Марчи (Ида Галли) предъявила новые улики обвинения — окровавленную рубашку. Марчи заключён в тюрьму, не понимая, что у его адвоката роман с его женой, и та рада избавиться от него. Но убийства продолжаются, поэтому полиция начинает думать, что они посадили в тюрьму не того человека. У Джорджо и дочери Марчи начинается свой роман.

## В ролях
- Хельмут Бергер — Джорджо[1]
- Джанкарло Сбраджа — Алессандро Марчи
- Ида Галли — Мария Марчи[1]
- Венди Д'Оливе  — Сара Марчи
- Сильвано Транкилли — инспектор Берарди
- Кароль Андре — Франсуаза Пиго
- Лорелла Де Лука — Марта Клеричи
- Гюнтер Штоль — поверенный Джулио Кордаро
- Вольфганг Прайсс — прокурор
- Дана Гия — Диаманте

## Критика
AllMovie дал фильму положительную рецензию, написав: «Этот красиво сделанный джалло — один из лучших для своего времени... В нём  по-настоящему интеллектуальный сценарий, что является редкостью в поджанре, широко известном яркими визуальными эффектами в ущерб целостности повествования».